# RCA洗净
RCA洗净（英語：RCA clean）是一组标准的晶片洗净步骤，用于在进行高温工艺（如氧化、扩散、化学气相沉积）前，对晶圓进行处理，在半导体制造中具有关键作用。
该工艺由Werner Kern于1965年在美國無線電公司（RCA）工作期间所开发。它包括依次进行以下化学处理过程：
1. 有机污染物的去除（有机洗净 + 微粒洗净）
2. 薄氧化层的去除（氧化层剥离，可选步骤）
3. 离子污染物的去除（离子洗净）

## 标准流程
晶片在处理前需先浸泡于去离子水中。如果污染严重（如可见残留物），可能需要先使用食人魚洗液进行预洗净。每个步骤之间需用去离子水充分冲洗干净。
理想情况下，以下步骤应在熔融石英或熔融硅器皿中进行（不可使用硼硅酸盐玻璃器皿，因为其杂质会析出并导致污染）。同时建议使用电子级（或“CMOS级”）化学品，以避免因杂质重新污染晶片。

### 第一步（SC-1）：有机洗净 + 微粒洗净
第一步称为SC-1（Standard Clean 1），使用的溶液为（比例可变）：
- 去离子水5份
- 氨水（NH3含量29%）1份
- 过氧化氢溶液（H2O2含量30%）1份

在75°C或80°C下处理晶片，通常持续10分钟。该碱性-过氧化物混合液能去除有机残留物，并能高效清除微粒，甚至是不溶性颗粒，因为SC-1会改变表面和颗粒的界達電位，使其相互排斥。此处理会在硅表面形成约10埃（Å）厚的二氧化硅薄层，同时也可能引入少量金属污染（特别是铁），将在下一步被清除。

### 第二步（可选）：氧化层剥离
此步骤为可选步骤（适用于裸硅晶片），是将晶片短时间浸入1:100或1:50的氢氟酸水溶液中，在25°C下约15秒，以去除薄氧化层及部分离子污染物。若此步骤未在超高纯材料与超洁净容器中执行，可能会因硅表面高度活泼而导致再污染。无论是否进行此步骤，下一步（SC-2）都会溶解并再生一层氧化层。

### 第三步（SC-2）：离子洗净
第三步为SC-2，所用溶液配比为（比例可变）：
- 去离子水6份
- 盐酸（HCl，浓度37%）1份
- 过氧化氢溶液（H2O2，浓度30%）1份

在75°C或80°C下处理，通常持续10分钟。该步骤能有效去除金属离子污染物的残留物，其中一些是SC-1步骤中引入的。此外，它还会在晶片表面留下一层钝化保护层，防止表面被后续污染（裸硅表面暴露后会立即被污染）。

### 第四步：冲洗与干燥
如果RCA洗净在高纯度化学品与洁净器皿条件下执行，则在晶片仍浸没于水中时即可获得极其洁净的表面。但冲洗与干燥步骤必须正确执行（例如使用流动水），因为晶片表面极易被水面上的有机物或微粒再次污染。为此，可采用多种方法对晶片进行有效的冲洗与干燥。

## 补充说明
在外部洗净（ex situ）工艺中，首个步骤通常是使用三氯乙烯、丙酮和甲醇对晶片进行超声波脱脂处理。

## 相关
- 化学机械平坦化
- 食人魚洗液
- 等离子蚀刻
- SOI
- 晶圆